# Богдановский сельский совет (Приазовский район)
Богдановский сельский совет (укр. Богданівська сільська рада) — входит в состав
Приазовского района
Запорожской области
Украины.
Административный центр сельского совета находится в 
с. Богдановка.

## История
- 1943 — дата образования.

## Населённые пункты совета
- с. Богдановка
- с. Степановка Вторая